# Kärrhoppspindel
Kärrhoppspindel (Sitticus caricis) är en spindelart som först beskrevs av Westring 1861.  Kärrhoppspindel ingår i släktet Sitticus och familjen hoppspindlar. Arten är reproducerande i Sverige. Inga underarter finns listade i Catalogue of Life.